# 2014年の出版
2014年の出版は、2014年の出版に関するできごとについてまとめた記事である。

## 出版関する出来事

### 1月
- 1月6日 - サン・エージェンシーが東京地裁から破産手続開始の決定を受けた[1]。
- 1月21日 - 国立国会図書館が公共図書館や大学図書館等へのデジタル化資料の送信を開始[2]。

### 2月
- 1日　- 図書館流通センターが関連会社のリブリオ出版を吸収合併しました。
- 12日 - 双葉社がファッション誌「JILLE」3月号で休刊。
- 24日-東京ニュース通信社のテレビ雑誌「テレビタロウ」が休刊。

### 3月
- 3月1日 - 世界文化社のパズル雑誌「クロスワードレディース」4月号で休刊。
- 3月19日 - 世界文化社のパズル雑誌「ナンクロ」、「クロスワードファン」5月号で休刊。

### 4月
- 4月7日 - ひくまの出版が静岡地裁浜松支部から破産手続開始の決定を受けた[3]。

- 4月15日 - インフォレストが事業を停止した。負債は約30億円[4]。

### 5月
- 5月2日 - ニューズ・コープが、カナダの出版社ハーレクイン・エンタープライゼスの買収を発表。後にハーパーコリンズの一部門となった。
- 5月31日 - 大洋図書がファッション誌『egg』7月号で休刊。

### 6月
- 6月5日 - 女性向け情報誌『Hanako』（マガジンハウス）の電子版の発売がスタート[5]。
- 6月9日 - 青空出版が事業停止。その後破産。
- 6月30日 - 中央図書新社が事業停止、京都地方裁判所において破産手続きの開始決定[6]。

### 7月
- 7月25日 - 秋田書店が「プレイコミック」9月号で休刊。

### 8月
- 8月7日 - 角川春樹事務所の「BLENDA」9月号で休刊。

### 9月
- 9月15日 - 小学館が『コロコロアニキ』を創刊。
- 9月25日 - 長崎出版が東京地裁から破産手続開始の決定を受けた[7]。
- 9月25日 - 小学館が「月刊IKKI」11月号で休刊。

### 10月
- 10月9日 - 祥伝社が休刊中の男性ファッション誌『Boon』『2014秋冬号』を発売。

### 12月
- 韓国語版の「太宰治全集」全10巻が完結した。小説は発表順に収められ、同全集にはエッセイを含む全作品が収録されている[8]。

* 特記した場合を除き、創刊、休刊・廃刊、復刊の日付は、それぞれ創刊号、最終号、復刊号の発売日である。